# Le Joueur de rommelpot
Le Joueur de rommelpot est une peinture de genre attribuée au peintre néerlandais Frans Hals. On en a conservé plusieurs versions – comportant certaines variantes – réalisées durant la première moitié du XVIIe siècle, et dont l'authenticité continue à être débattue.

## Description
Le vieux joueur de rommelpot (tambour à friction) est représenté debout à l’avant-plan, légèrement à droite par rapport au centre de l’image, et le corps aux trois-quarts tourné vers la gauche. Coiffé d’un chapeau mou noir, il tourne la tête en direction du spectateur. Avec la main droite, il actionne son instrument et semble chanter tout en riant. Il est entouré par cinq ou six enfants – selon les versions – qui écoutent, fascinés. À droite derrière lui, se tient le plus grand d'entre eux, portant une toque ou un chapeau rouge. Les quatre ou cinq enfants plus petits se trouvent à gauche sur le tableau : trois garçonnets et une ou deux fillettes qui font la fête au musicien. Au-dessus de ceux-ci, à l’arrière-plan, apparaissent dans l’embrasure d’une porte deux autres enfants. Le joueur de rommelpot porte un costume noir au-dessus d’un pourpoint rouge et d’une chemise blanche. Les enfants sont quant à eux vêtus de costumes brun clair ou foncés.

## Commentaire
Hals, de son vivant, jouissait déjà d’une solide réputation au-delà de Haarlem et dirigeait un grand atelier qui exécutait ses travaux de commande, par exemple les portraits de groupe de compagnies de garde civile. On en trouve un témoignage dans un inventaire de succession daté du 4 janvier 1679 où sont renseignés des tableaux appartenant au peintre Jan Van de Cappelle (1626-1679), qui collectionnait déjà alors des œuvres de Frans Hals. Van de Cappelle avait pour ami Rembrandt qui, tout comme Hals, réalisa son portrait. Ce peintre possédait notamment un « Rommelpot ».
La scène fut semble-t-il extraordinairement populaire. Il n’existe quasiment aucune composition de Hals qui n’ait été aussi souvent reproduite et copiée que ce Joueur de "rommelpot". Aucun tableau antérieur ne met autant en avant, en grandeur nature, dans une ambiance aussi exubérante, la joie d'un groupe d’enfants. C’est là-dessus que joue le tableau et c’est cela qui fait son efficacité. Hals a, en effet, traité le sujet d'une façon qui était pour l’époque tout à fait nouvelle. Alors que chez ceux qui l’ont précédé, comme Pieter Brueghel l'Ancien et David Vinckboons, les mendiants qui jouaient de la musique entourés de leurs jeunes auditeurs n’étaient que des éléments dans un paysage, chez Hals, le groupe constitué par le joueur de rommelpot et les enfants l’entourant, admiratifs et joyeux, constitue le sujet principal d’un tableau et est peint de façon, pour l’époque, très impressionniste.
Le béret rouge, le chapeau à bord ou le bonnet de fourrure que porte le fou un peu plus âgé, à droite derrière le joueur de rommelpot, qui cligne des yeux et qui désigne le musicien en tirant la langue (sur certaines versions), indique peut-être une scène se déroulant durant le Mardi Gras. Cependant, on jouait du rommelpot et on se déguisait également lors d'autres fêtes, par exemple à Noël.

## Versions
Bien que Frans Hals fût essentiellement actif comme portraitiste, les scènes de genre du peintre se trouvent fréquemment au centre des discussions. De nombreuses variantes à des œuvres de ce type sont apparues à la fin du XIXe siècle et, jusqu'aux recherches les plus récentes, les attributions que l’on trouve peuvent se révéler contradictoires.
On suppose que le célèbre peintre de Haarlem a réalisé deux versions primitives de ce joueur de rommelpot, tant jovial que rusé, arborant à son chapeau une queue de renard, attribut traditionnel du bouffon : l’une avec cinq, et l’autre avec six enfants enjoués, de différents âge, au premier plan.
Les deux versions ont été conservées en plusieurs exemplaires constituant des copies d’atelier. Dans le catalogue de 1974 sont répertoriées sept variantes qui comportent des différences touchant les personnages secondaires. À l’arrière-plan, dans l’embrasure de la porte, se trouvent dans la plupart des cas deux autres enfants, voire trois autres dans une version. Des différences existent aussi qui concernent les personnages principaux. Parmi les six enfants, il y a tantôt trois, tantôt quatre garçons. Les deux personnages de la porte de tous les tableaux pouvant être actuellement pris au sérieux sont représentés de la même manière que ceux que l’on peut voir au-dessus des têtes des personnages de la joyeuse compagnie. Pour une partie des exemplaires vérifiables, il s'agit certainement ou vraisemblablement de répliques d'atelier, et pour ce qui est des autres, de copies plus tardives.
On considère que l’exemplaire du Joueur de "rommelpot" « avec cinq enfants » le plus ancien, le meilleur, le moins mutilé, est la « version de Munich », qui faisait autrefois partie d’une collection privée aux Pays-Bas, et qui figure aujourd’hui dans une collection privée de Munich en Allemagne. Cette version a dû être réalisée, si l’on en juge d’après le style, dans la première période créatrice du maître, aux environs de 1618-1622, et être restée par la suite longtemps en possession de son auteur, qui devait utiliser des copies de celle-ci comme exemplaires de démonstration pour d’éventuelles commandes. Une autre bonne version est celle du Kimbell Art Museum de Fort Worth (Texas), un peu plus tardive (figurant autrefois dans la collection de sir Frederick Cook), et qui a vraisemblablement été découpée. Les deux tableaux sont reconnus par plusieurs musées et institutions.
Jusqu’en 1974, la version « Kimbell » découpée fut considérée par Slive lui-même et tous les autres spécialistes de Hals comme une copie réalisée d’après un original disparu. Curieusement, en 1989-1990, Slive, dans une rétrospective consacrée au peintre, présentait cette œuvre comme un original. Une audace, cependant, que n’allaient pas suivre notamment le professeur C. Grimm (1989 et 2002), P. Sutton (1990), le Frans Hals Museum (1994 et 1998), le professeur J. Müller Hofstede (1995), ni W.L. Van de Watering (1991), parmi d’autres spécialistes de l’artiste.
En ce qui concerne le Joueur de "rommelpot" « avec six enfants », on considère que le meilleur exemplaire, le plus ancien, le moins découpé, est l'autre « version de Munich », d’autant que celle-ci présente le monogramme du peintre inscrit sur le montant de la porte. Le tableau se trouve lui aussi aujourd’hui dans une collection privée de Munich. La version de la Wilton House (collection privée du comte de Pembroke, au Pays de Galles) est apparue un peu plus tard.
|  |  |

|  |  |

Ces quatre versions du Joueur de "rommelpot", avec cinq et six enfants, manifestent le mieux – à l’exception des copies plus tardives (par ex. celle de l'Art Institute of Chicago) – la peinture de genre de Frans Hals sur ce thème, entre les années 1618 et 1630.
Il existe encore d'autres versions, dans lesquelles le joueur de rommelpot est représenté seul, sans enfants autour de lui.

## Sources
- (de) Cet article est partiellement ou en totalité issu de l’article de Wikipédia en allemand intitulé « Der Rommelpotspieler » (voir la liste des auteurs) (adaptation).
- Archives privées ARTTRA.
- (nl) Abraham Bredius, « De schilder Johannes van de Cappelle », dans Oud Holland, vol. 10 (1892), p. 26-40.
- Frans Hals Museum, Haarlem, 1994-1989.
- (en) Cornelius Hofstede De Groot, A Catalogue Raisonné of the Works of the Most Eminent Dutch Painters of the Seventeenth Century Based on the Work of John Smith (traduit de l'allemand en anglais), vol. 3, London, Macmillan, 1910, p. 39, n° 137. – en ligne sur Internet Archive Canadian Libraries.
- (de) Claus Grimm, Frans Hals : Entwicklung, Werkanalyse, Gesamtkatalog, Mann, Berlin, 1972.
- (de) Claus Grimm, Frans Hals, Das Gesamtwerk, Belser, Stuttgart - Zurich, 1989.
- (en) Seymour Slive, Frans Hals, Phaidon - Princeton University Press, coll. « National Gallery of Art : Kress Foundation Studies in the History of European Art », Londres, 1970-1974. – 3 vol. : vol. 1 : Texte. - vol. 2 : Planches - vol. 3 : Catalogue. – Catalogue raisonné.
- (fr + en) Seymour Slive (dir.), Pieter Biesboer (collab.), et al., Frans Hals, Anvers, Fonds Mercator – Paris, Albin Michel, 1990. - Catalogue de l'exposition National Gallery of Art, Washington, 1/10-31/12/1989 ; Royal Academy of Arts, Londres, 13/1-8/4/1990 et Frans Halsmuseum, Haarlem, 11/5-22/7/1990.
- (de) Wilhelm Reinhold Valentiner (dir.), Frans Hals des Meisters Gemälde in 318 Abbildungen, Deutsche Verlags-Anstalt, « Klassiker der Kunst in Gesamtausgaben, 28 », Stuttgart - Berlin, 1921.